# Бойли

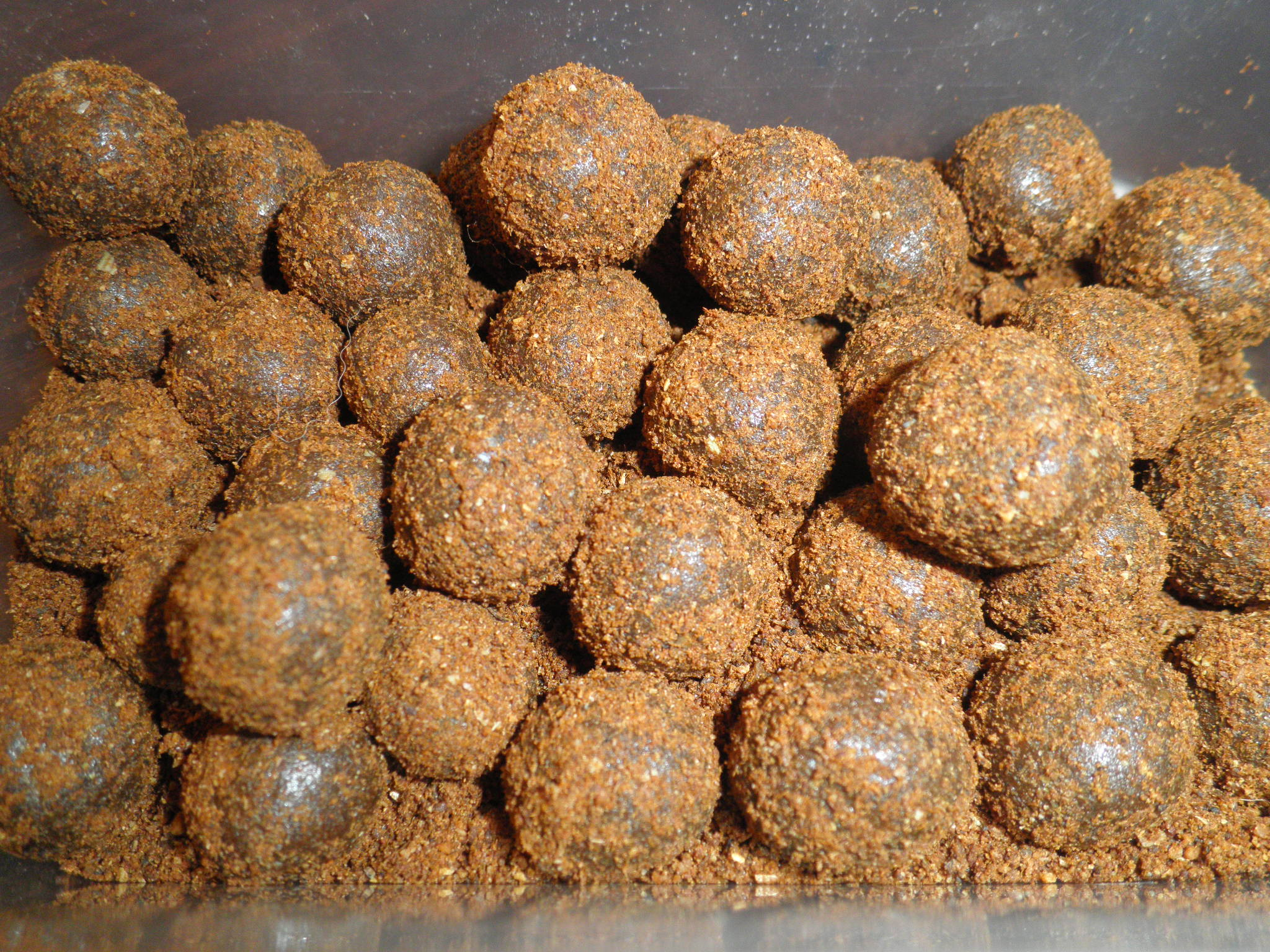
Бойли

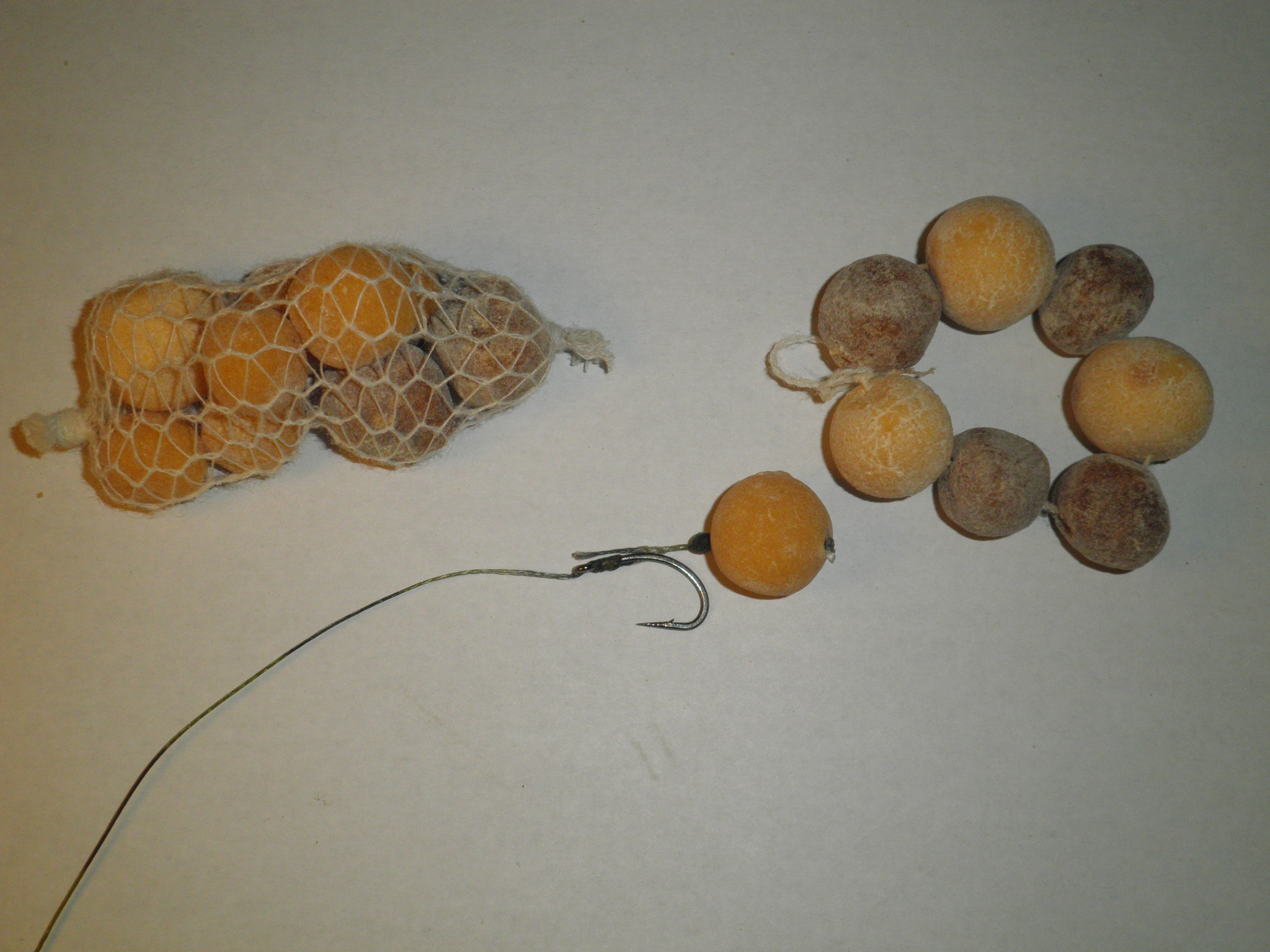
Використання бойлів

Бойл (англ. boiled - варений) — рибальська насадка, застосовувана в сучасній риболовлі, здебільшого, у ловлі коропа.

## Види бойлів
Бойли поділяються на розчинні (пилики) і нерозчинні (варені). Бойли бувають тонучі і плаваючі (поп-апи, англ. Pop-up). Круглі і циліндричні (дамблси).

## Склад бойлів
Бойли виготовляються з різних компонентів, що включають: подрібнені злакові, риб'яче борошно, зв'язуючі, харчові ароматизатори , крохмаль, декстрин, харчові барвники, смакові добавки, пластифікатори, консерванти.
Як основа використовується кукурудзяне, пшеничне, ячмінне, соєве, риб'яче борошно різних помолів. Як звязуюче, для варених бойлів, використовуються курячі та перепелині яйця, яєчний порошок. Для розчинних бойлів (пиликів) використовується крохмальна патока, бурякова маляса, кукурудзяний сироп, інвертний цукровий сироп, фруктові сиропи. 
Харчові ароматизатори з запахами: сливи, полуниці, ананаса, персика, шовковиці, ванілі, карамелі та їх комбінації, а також спеціальні рибальські ароматизатори з запахами молюсків, членистоногих, риб'ячий жир, так само застосовуються натуральні ароматизатори на основі спиртових витяжок ароматичних ефірів і масел. Спеції: чорний перець, чилі, паприка, кріп, коріандр, кориця, какао, аніс, бадьян, куркума, чебрець, м'ята. 
Харчові барвники, як правило жовтих, червоних і зелених кольорів, і їх композиції. 
Смакові добавки: кухонна сіль, цукор, фруктоза, цикламат натрію, глутамат натрію,лимонна кислота. Біологічно активні добавки - бетаїн, лецитин.
Пластифікатори для поліпшення пластичних властивостей бойла при монтажі на волосся і для запобігання від пересихання - гліцерин, пропіленгліколь, поліетиленгліколь, фруктові сиропи, мед. Консерванти додаються до складу бойлов для тривалого зберігання і використовуються сорбінова кислота, бензоат натрію.
Також для більшої привабливості для коропа, в бойлах використовуються дріблені зерна льону, конопель, соняшника, арахісу, тигрового горіха, насіння клену.

## Застосування
На бойли ловиться не тільки короп, а й інші види коропових — лящ, карась, амур, вусач. Бойл монтується на гачок, на волосяній оснасткі. У рибальській практиці використовуються насадочні міні бойли діаметром 4-8 мм і бойли діаметром 10-24 мм. Розчинні (пилики) бувають насадочні, та прикормочні. Бойли мають розмір не доступний для більш дрібної риби, що дозволяє ловити великого коропа. Для більшої єфективності, бойли занурюють у діп, після чого вони сильніше пахнуть, та приваблюють коропа. Бойли використовують в коропових волосяних оснащеннях і методі.
В Європі бойли також використовують для ловлі сома. Сомові бойли містять тваринні компоненти на основі риб'ячого жиру, рибного борошна, борошна з молюсків, черв'яків, мотиля, крові, печінки.
Інші аналоги бойла, що зустрічаються у рибальстві — рибальська пампушка, рибальська галушка.